# Нормално разпределение
В теорията на вероятностите и статистиката нормалното разпределение, наричано още разпределение на Гаус, e непрекъснато вероятностно разпределение, което често дава добро описание на случайни величини, групирани около средна стойност. Графиката на функцията на плътност на вероятността е с формата на камбана, с максимум в средната стойност, и е известна като функция на Гаус. Това разпределение е само един от многото научни термини, носещи името на Карл Фридрих Гаус. Той е използвал нормалното разпределение за анализ на астрономически данни и за да определи формулата за неговата функция на плътност на вероятността. Въпреки това Гаус не е бил първият, който е изследвал това разпределение или формулата за неговата функция на плътност – това е било направено по-рано от Абрахам дьо Моавър.
Нормалното разпределение е често използвано за приблизително описание на променлива, която клони към групиране около средна стойност. Например, височините на възрастните мъже в Съединените щати са приблизително нормално разпределени, със средна аритметична стойност около 70 инча (1.8 m). Повечето мъже имат височина близка до средната, въпреки че малко число изключения имат височина значително над или под средната аритметична стойност. Хистограмата на височината на мъжете ще има формата на камбана, с все по-действителна форма, колкото повече данни са употребени.

## Дефиниция
Най-простият вид нормално разпределение е известен като стандартно нормално разпределение, описано чрез функцията за плътност на вероятността
{\displaystyle \phi (x)={\tfrac {1}{\sqrt {2\pi }}}\,e^{-{\frac {\scriptscriptstyle 1}{\scriptscriptstyle 2}}x^{2}},}
Константата {\displaystyle \scriptstyle \ 1/{\sqrt {2\pi }}} в този израз ни осигурява че цялата площ под кривата ϕ(x) е равна на единица, а 1⁄2 в експонентата прави „широчината“ на кривата (мерена като половина на разстоянието между инфлексните точки на кривата) също равни на единица. В статистиката е традиционно тази функция да се отбелязва с гръцката буква ϕ (фи), докато функциите на плътността за всички други разпределения са обикновено отбелязвани с буквите ƒ или p.
В общия случай, нормалното разпределение се получава от поставянето на квадратна функция в степенния показател (точно както експоненциалното разпределение се получава от поставянето на линейна функция в степенния показател):
{\displaystyle f(x)=e^{ax^{2}+bx+c}.\,}
Това води до класическата камбановидна форма (при условие че a < 0 така че квадратното уравнение е вдлъбнато). Забележете че f(x) > 0 навсякъде. Някой може да нагласи a за да контролира „ширината“ на формата на камбаната, след това да нагласи b за да движи централния максимум на камбаната по дължина на оста x, и най-накрая да нагласи c да контролира „височината“ на камбаната. За да бъде f(x) истинска функция на плътност на вероятността в R, трябва да изберем c така че {\displaystyle \scriptstyle \int _{-\infty }^{\infty }f(x)\,dx\ =\ 1} (което е възможно само когато a < 0).
Вместо да използваме a, b, и c, много по-естествено е да опишем нормалното разпределение чрез неговата средна аритметична стойност μ = −b/(2a) и дисперсия σ2 = −1/(2a). Преминавайки на тези нови параметри ни позволява да запишем вероятността функция на плътност на вероятността в удобна стандартна форма,
{\displaystyle f(x)={\tfrac {1}{\sqrt {2\pi \sigma ^{2}}}}\,e^{\frac {-(x-\mu )^{2}}{2\sigma ^{2}}}={\tfrac {1}{\sigma }}\,\phi \!\left({\tfrac {x-\mu }{\sigma }}\right).}
Забележете че за стандартното нормално разпределение, μ = 0 и σ2 = 1. Последната част от уравнението по-горе показва че всяко друго нормално разпределение може да бъде разглеждано като версия на стандартното нормално разпределение, което е било разтеглено хоризонтално с фактор σ и след това транслирано надясно на разстояние μ. Така че, μ определя положението на централния максимум на формата на камбаната, а σ определя „ширината“ на формата на камбаната.